# Église Saint-Rémy de Troyes
L'église Saint-Rémy de Troyes est une église catholique française, située dans la ville de Troyes du département de l'Aube en région Champagne-Ardenne. Elle est classée monument historique depuis le 6 avril 1908. Elle est l'une des plus anciennes églises de la ville, connue notamment pour ses œuvres picturales du XVIe siècle et du XVIIe siècle ainsi que pour ses vitraux du XIXe siècle et début XXe siècle. Elle a notamment été l’église où François Girardon et Jacques de Létin (dit Ninet de Létin) ont été baptisés, d'où de nombreuses et importantes œuvres de ces deux artistes dans l'église.

## Historique

### Fondations
L'église Saint-Rémy est l'une des plus anciennes églises de la ville de Troyes. Selon l'Historia Inventionis Corporis Sanctae Mastidiae Virginis, elle existait déjà au début du XIe siècle. Les fouilles archéologiques de la fin des années 1980 montrent que l'église a été bâtie sur les ruines d'un édifice gallo-romain détruit à la fin du IIe siècle ou au début du IIIe siècle, situé en bordure d'une voie antique qui a perduré jusqu'au Moyen Âge. Des tombes ont aussi été découvertes, démontrant que Saint-Rémy se trouvait dans le suburbium occidental de Troyes au Xe siècle, la paroisse et l'église n’ayant été englobées dans la nouvelle enceinte qu'au XIIIe siècle.

### La paroisse-cardinale

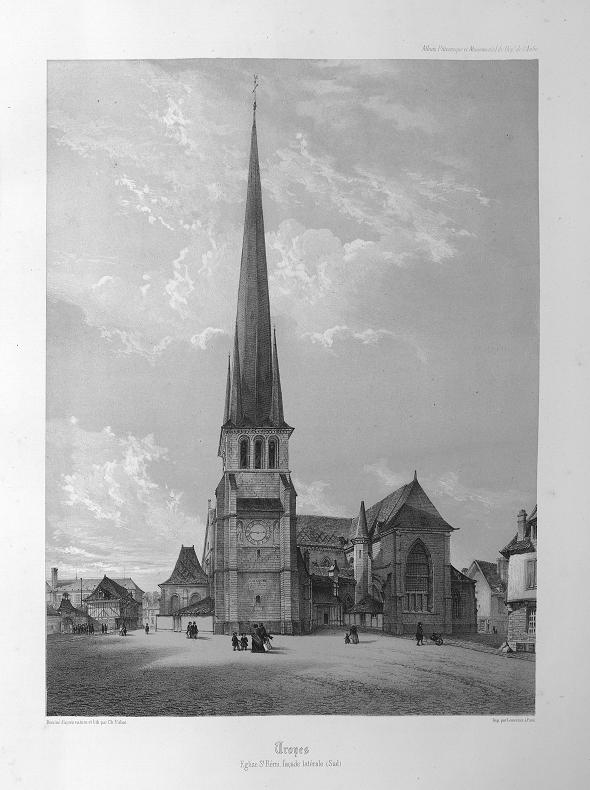
Vue du XIXe siècle avec le porche et le collège de la Licorne.

Autre preuve de son ancienneté et donc de son importance, Saint-Rémy était une paroisse-cardinale : elle avait sous son aile deux succursales (église dépendante d'une autre): l'église Sainte-Madeleine et l'église Saint-Frobert. La première fut rattachée avant le XIIe siècle à Saint-Rémy et à deux reprises, en 1590 et 1724, l'évêque voulut y créer une cure qui aurait été détachée de Saint-Rémy mais sans succès. Il faut attendre la seconde partie du XVIIIe siècle pour que la Madeleine soit érigée en paroisse curiale, tout comme l'église Saint-Frobert, vidée pendant la Révolution française et devenue depuis immeuble d'habitations, qui avait été rattachée à Saint-Rémy sous le Comte Thibaut III de Champagne, à la fin du XIIe siècle.
Le curé de Saint-Rémy était donc un prêtre-cardinal : il se devait d'assister l'évêque pour la consécration des saintes huiles, le lavement des autels et la bénédiction des fonts la veille de Pâques et de la Pentecôte à la cathédrale, à l'image de ce qui se faisait à Rome.
Le premier curé recensé de Saint-Rémy est Pierre Oyn, en 1378 ; il était issu comme tous les curés de Saint-Rémy des chanoines de la cathédrale, puisque l'évêque Milon, également appelé Philippe de Pont, leur en accorda la collation à la suite d'une décision du pape Innocent II.
Le curé devait prêter serment au Chapitre et lui obéir, en promettant de maintenir l'église dans ses droits, de ne rien aliéner et de payer la pension qui fut longtemps de 56 livres et 10 sous.

En 1610, l'église avait 8 prêtres habitués qui acquittaient les services, les salaires étant répartis ainsi :
- 40 sous par mois pour le sonneur
- 100 sous par an pour la conduite de l'horloge
- 30 livres par an pour l'organiste
- 60 sous par an pour les souffleurs
- 25 livres par an pour le taillandier

De par son titre de prêtre-cardinal, le curé de Saint-Rémy se voyait recevoir une assez importante rente : en 1730, elle était de 1 130 livres, et en 1761 de 1 400 livres.

### La Révolution et la longue restauration

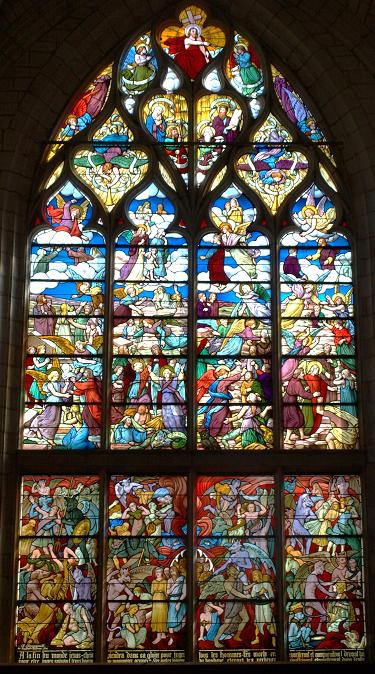
Vitrail du jugement.

Comme nombre d'édifices religieux, Saint-Rémy aura beaucoup à souffrir de la Révolution: en 
1790-1791 on supprime les chapitres, Saint-Rémy fait partie des paroisses conservées et le 24 mars 1791 le premier curé assermenté est mis en place. Le mobilier de l’église et l’argenterie sont vendus à l'encan à partir du 17 janvier 1793, ses cloches envoyées à Paris pour y être fondues afin de les transformer en canons. Le 20 janvier 1798 la municipalité décide de vendre en vue d'une destruction, toutes les églises de Troyes, hormis la cathédrale; décision annulée par le ministre alors en place.
L'église, dépouillée de tous ses vitraux et de tout son mobilier, ne retrouvera son appareil que petit à petit durant le XIXe siècle: en 1804 par une décision préfectorale les toiles de De Létin provenant d'autres églises de Troyes, sont attribuées à l'église Saint-Rémy; dans les années 1830, les autels sont reconstruits et en 1859, on pose le premier vitrail dans la chapelle absidiale, premier d'une longue série de vitraux dont le dernier sera posé en 1904.
Mais c'est dans la troisième partie du XIXe siècle que tout s'accélère: en 1884, un ouragan s'abat sur l'église. La flèche menacée d’éboulement, le conseil municipal vote la démolition entière de l'église le 23 août de la même année; les paroissiens se révoltent et ouvrent une souscription. Celle-ci en 1885 atteint les 12 197 francs. On décide donc la restauration de l'édifice qui se déroule de 1884 à 1904; sur les vingt années de ce chantier, entre les différentes souscriptions des paroissiens, les dons de grands mécènes et le financement de l'État (15 000 F), la restauration aura coûté en tout 241 646 francs et 45 centimes (pour détail, le financement des vitraux de 1891 à 1897 aura coûté à lui seul la somme de 46 625 francs). Grâce à la volonté des paroissiens, la générosité de deux de ses curés et la restauration complète de l'édifice, l'État classe officiellement l'église le 6 avril 1908 comme Monument Historique.

### Les artistes autour de Saint-Rémy
Comme d'autres édifices religieux troyens, Saint-Rémy a vu les baptêmes ou les funérailles de nombreux artistes, parmi les meilleurs de leurs temps, dont certains ont participé à sa construction. Jusqu'à la Révolution, elle accueillait des vitraux célébrés par différents chroniqueurs de l'Ancien Régime, dû aux talents d'un des plus grands maîtres verriers : Linard Gontier (v.1566 - v.1641, à Troyes). La Révolution les a tous fait disparaitre. Dans les années 1490-1500, Jehan Galide, grand architecte, a participé (directement ou indirectement) à la construction du chœur de l'église. François Gentil, sculpteur troyen, aurait été inhumé à Saint-Rémy en 1582.
Jacques de Létin, dit Ninet de Létin (1597-1661) est né dans la paroisse de Saint-Rémy, il y fut baptisé le 21 septembre 1597. Il a été un des élèves de Vouët, cela se retrouve notamment dans sa recherche du somptueux, annonçant ainsi des artistes comme Le Brun, Rigaud ou encore Pierre Mignard, autre artiste troyen. Mais le plus célèbre de tous est sans nul doute François Girardon (1628 à Troyes - 1715), baptisé à Saint-Rémy aussi, et mort à Paris; mais dont le cœur et celui de sa femme ont été déposés dans une boîte en plomb et enterrés dans l'église. Celle-ci a été ouverte par le curé constitutionnel et désormais disparue. Grand représentant du classicisme Français, il laisse à Saint-Rémy plusieurs œuvres, dont une, majeure, qui nécessita l'autorisation du Roi avant d’être installée : une représentation majestueuse du Christ souffrant sur la Croix, croix de style néo-gothique et surplombant le maître-autel.

### Confrérie des papetiers
Dans la ville de Troyes se trouvait assez de papetiers pour qu'ils fondent une confrérie et aient une chapelle particulière en l'église : la chapelle des papetiers.

## Description architecturale et mobilière

### Architecture extérieure
De la période gallo-romaine et de l'église primitive, il ne reste aucune trace apparente, l'église ayant été quasi entièrement reconstruite vers le XIVe siècle; seul demeure un mur du XIIe siècle de la partie ouest du transept sud. Fait curieux et rarissime, les fondations de l'église sont quasi inexistantes, et l’édifice repose presque à même le sol.
La façade date du XIVe siècle et a été quelque peu remaniée à la fin du XIXe siècle. Le portail actuel a été sculpté entre 1410 et 1450 ; une des curiosités de l'église s'y trouve : il s'agit d'une sculpture représentant un escargot à tête de chien à l'extrémité nord de l'archivolte. Le portail central est avec le portail sud, la seule partie sculptée de l'extérieur de l'église. Le baldaquin surplombant le tout date lui de 1875. En 1594, on construisit un narthex (avant porche) mais celui-ci sera détruit en 1896, jugé archaïque et ne mettant pas en valeur la façade. Dominant le tout, une rose à meneaux en ogives trilobées qui se réunissent en forme d'étoiles à cinq branches, éclaire la nef, précédant ainsi le pignon surmonté d'une croix. Deux contreforts flanquent cette façade qui se prolonge  avec les murs des bas côtés, à droite par la tour du clocher et à gauche par le presbytère construit en 1899.
Fait inchangé depuis des siècles, la façade nord de l'édifice a toujours été occupée par des habitations, quant à la façade sud, par une place, servant notamment (et encore de nos jours) aux diverses processions religieuses.

### La tour du clocher

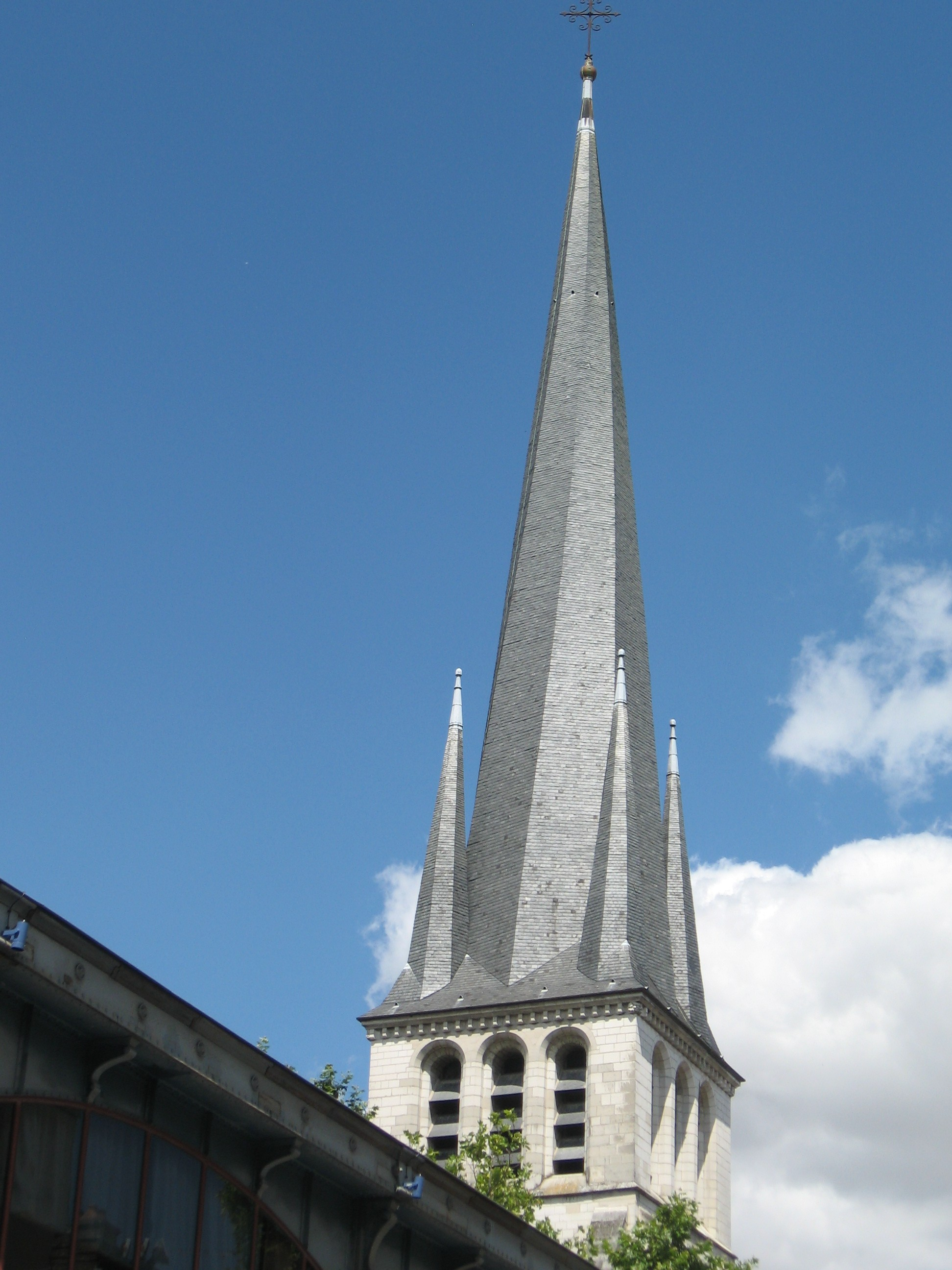
Clocher à charpente hélicoïdale.

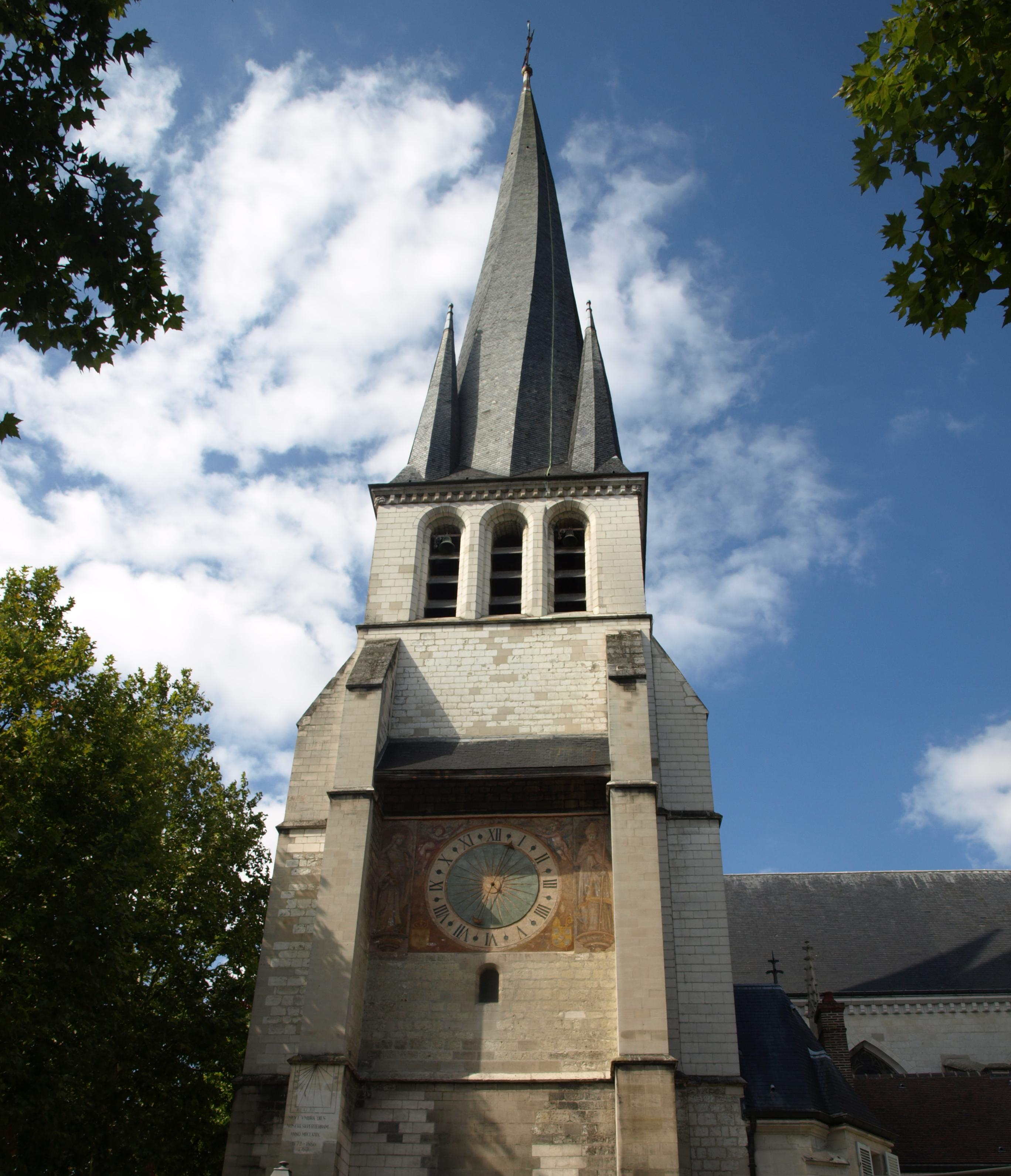
La tour et son horloge peinte.

La tour du clocher de Saint-Rémy, à l'angle du bas côté sud-ouest de l'édifice, est le seul exemple de tour du XIVe siècle conservé dans la région, sa construction a commencé en 1386, comme l'indique l'inscription se trouvant sur le flanc sud de la tour :
"L'an de grâce mille trois cens
quatre vingt six, de léal cens,
diex jour d'apvril feut comancée
ceste jolly tour quarrée
par les marguilliers de l'esglise.
Dieu leurz doint grâces et franchise."
Traduction :
"L'an de grâce mille trois cent
quatre-vingt six, de bon argent,
dixième jour d'avril fut commencée
cette jolie tour carrée
par les marguilliers de l'église.
Dieu leur doit grâce et franchise."
La tour est flanquée de contreforts et divisée en quatre étages par des larmiers, dont le deuxième est occupé par un cadran d'horloge à une seule aiguille, décoré d'une fresque de 1772, repeinte par Jean Anchéazzi, lors de la restauration en 1886. Celle-ci représente saint Rémi, archevêque de Reims tenant la Sainte Ampoule et sa mère sainte Célinie, entourant un immense cadran solaire. Celui-ci est surmonté de deux anges, l'un tenant un flambeau, l'autre devant une colombe, entre eux la Sainte Ampoule. Au bas du cadran sont représentés l'écu de France et les armes de Monseigneur Cortet, alors évêque de Troyes.
Le dernier étage est percé sur chaque face de trois lancettes géminées plein cintre. Des modillons en quart de rond décorent la corniche dont les angles sont occupés par un animal fantastique.
La tour est enfin surmontée de quatre clochetons entourant une flèche octogonale de 33 mètres de haut, se finissant par une croix-girouette de 4 mètres de hauteur, surplombant ainsi toute la ville de Troyes.
La tour avec la flèche (sans la croix-girouette) mesure 61 mètres 65. Elle renfermait jusqu'à la Révolution 5 cloches toutes fondues. Désormais qu'une seule grosse cloche (et deux petites à l'extérieur) provenant de l'abbaye de Saint-Loup, qui avait été fondue en 1529 sur les ordres de Nicolas Prunel, alors abbé de Saint-Loup, par Nicolas de Longchamp, fondeur. Celle-ci se nomme Marie, pèse 2 800 kilos, et sonne le si-bémol.

### Architecture intérieure
Comme la majorité des églises catholiques, Saint-Rémy suit un plan en croix latine, sans doute corrigé lors de sa reconstruction au XIVe siècle, période où l'on rebâtit entièrement la nef composée de quatre travées dont les ogives retombent sur les chapiteaux des piliers ornés de bouquets de fleurs sculptés, et ses bas-côtés. Les piliers de la nef, les murs et les voûtes des collatéraux sont de la fin du XIVe, le reste fin XVe début XVIe siècle. Suivront au XVIe siècle et quelque peu remaniés aux XIXe et XXe siècles, le transept, le chœur, les déambulatoires et les chapelles rayonnantes.
L'abside est composée de cinq pans garnie de trois chapelles entourant le chœur dont les clefs de voûte portent les monogrammes du Christ et de la Vierge Marie.
Les dimensions intérieures :
- largeur de la nef : 7 m 30 et bas-côtés : 5 m 90
- hauteur sous grande voute : 13 mètres
- longueur du portail à la chapelle absidiale : 42 mètres
- largeur du transept : 33 mètres
- hauteur de la galerie du chœur et des chapelles absidiales : 6 mètres 50
- hauteur des collatéraux : 5 mètres 50

### Le mobilier
Parmi les objets et le mobilier antérieur au XIXe siècle, notons la chaire d'époque Louis XIII, issue du couvent de la Visitation, tout comme l'exceptionnelle porte de la sacristie, entourée de pilastres cannelés à chapiteaux corinthiens, où deux anges tiennent une couronne de fleurs, alors que saint Rémi baptisant Clovis se tient au-dessus d'eux. Dans la partie nord du transept, se trouve une sainte Geneviève du XVIe siècle, de l'école troyenne, au sourire discret, tenant de la main gauche un livre, et son pendant au transept sud, un saint Michel Archange du XVIIe siècle en costume de la Comédie italienne, terrassant un démon. Juste à côté, se trouve une statue de saint Frobert du XIIIe (ou XVIe ?) et son dais du XVe siècle, tous les deux issus de feue l'église Saint-Frobert. Les boiseries du baptistère sont elles, du XVIIIe siècle, les fonts baptismaux en marbre de 1781, remplaçant les anciens en cuivre, devenus inutilisables.
En 1690, François Girardon offrit à l'église où il avait été baptisé un Christ en croix en bronze de sa main, qu'on peut encore observer de nos jours.
Le reste du mobilier et de la statuaire sont du XIXe et début XXe siècle. L'orgue est de Charles Gadault, livré en 1853 a deux claviers et douze jeux; la balustrade par Valtat. Valtat, toujours, conçoit les autels de Saint Joseph et de la Sainte Vierge tout comme le tabernacle du maître-autel, qui lui, a été réalisé en 1839 par Dallemagne et dessiné par l'architecte Philippe. Deux petites statues du XVIe siècle, l'une représentant saint Rémi et l'autre saint Frobert, veillent sur le reliquaire néo-gothique. Reconnues authentiques et scellées le 28 septembre 1839, il renferme des reliques de saint Parres, saint Rémi, saint Bernard, saint Malachie, saint Savinien, sainte Exupérance, sainte Savine et sainte Mathie.

## La peinture
Si la Révolution a détruit tous les vitraux, elle aura permis à l'édifice de pouvoir accueillir une importante collection picturale : ainsi Saint-Rémy est l'une des églises troyennes ayant la plus belle et impressionnante collection de peintures: les panneaux peints des XVIe et XVIIe siècles et les œuvres de De Létin.

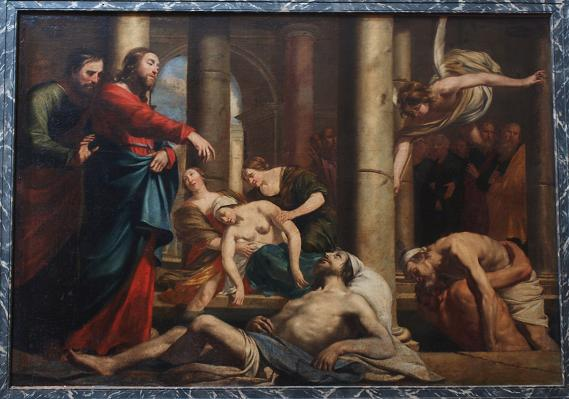
Christ à la piscine probatique par Létin.

### Les panneaux peints polychromes
Les panneaux polychromes se trouvent en deux endroits : les chapelles Saint-Frobert et Saint-Joseph. Dans la première des chapelles, on trouve deux ensembles: le premier du XVIe siècle, sans doute du même artiste ou du moins du même atelier, illustre la Passion du Christ (le baiser de Judas au Jardin des Oliviers, l'Ecce Homo et Jésus chargé de sa croix rencontrant sa mère, accompagnée de saintes femmes) ainsi que l'Ascension du Christ et la Descente du Saint Esprit sur la Vierge. Le second ensemble, du XVIIe siècle (1622), réalisé sans doute lui aussi par un seul artiste, traite de  l'Annonciation, ainsi que de la vie de Saint Jean-Baptiste: le prêche aux soldats, aux pharisiens et au peuple dans le désert et le Précurseur décapité devant Hérode et Hérodiade.
Dans la chapelle Saint-Joseph, cinq panneaux du XVIe siècle illustrent la vie de la Vierge (la Nativité de la Vierge, la Fuite en Égypte et la Présentation au Temple de la Vierge) et la Nativité du Christ (la Crèche et les Rois Mages portant leurs trésors), mais tous de mains différentes: aucun n'ayant la même exécution des traits, la même palette de couleurs ou le même travail que son voisin.

### Les panneaux peints en grisaille

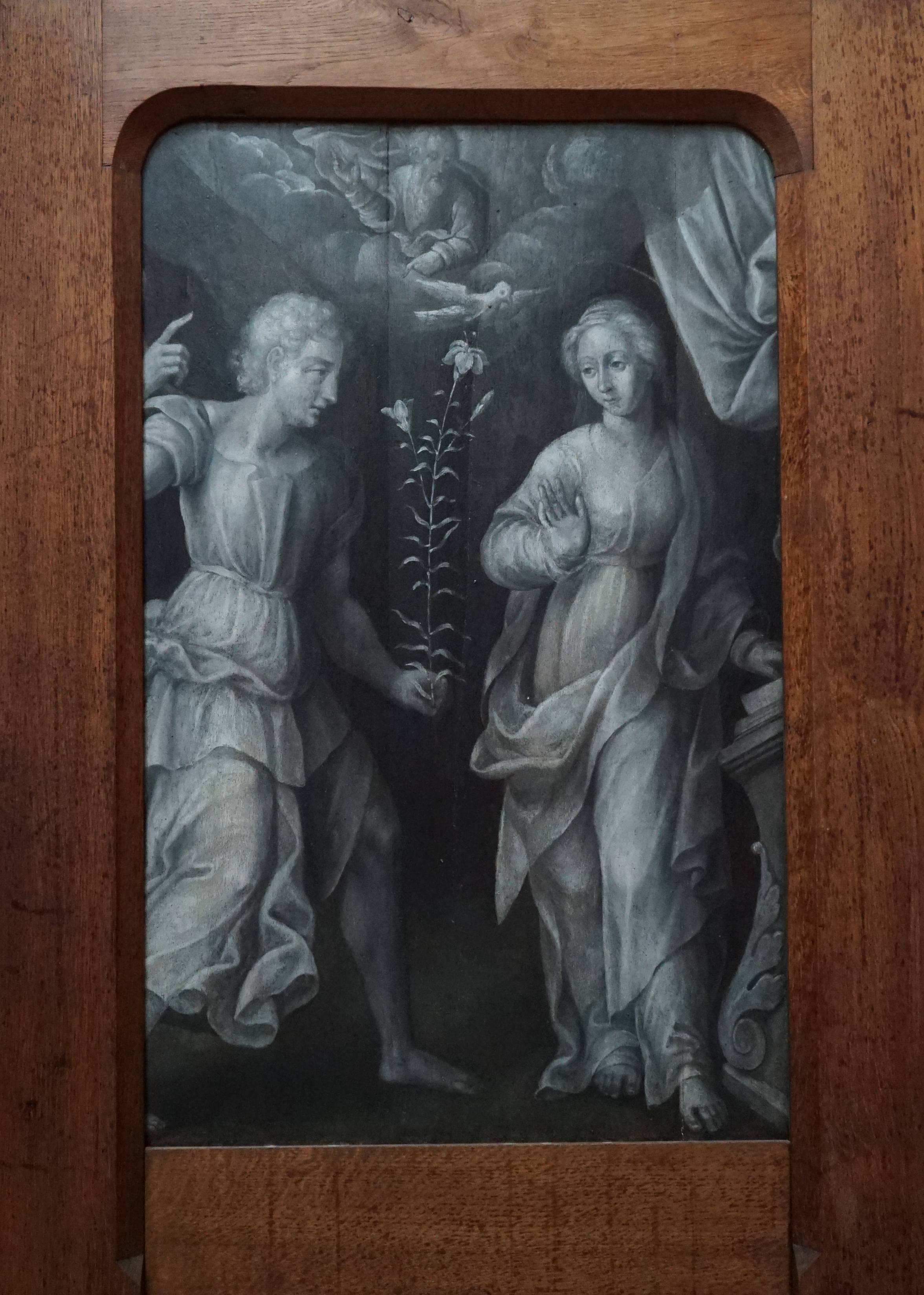
L'Annonciation.

Situés dans la chapelle du Sacré-Cœur, servant de vestibule à la chapelle de Saint-Joseph, on trouve onze panneaux traités en grisaille racontant la Visitation et l'Annonciation à la Vierge, la création d'Ève et surtout l'histoire de saint Rémi, accompagnés par la représentation d'un donateur (un prêtre juif avec son chapeau à huppe, se repentant) ainsi que d'une donatrice issue des seigneurs de Villacerf, la famille Cochot, avec ses filles.
Saint Rémi, archevêque de Reims, est tour à tour représenté avec le roi Clovis, avec saint Génebaud (évêque de Laon), recevant la Sainte Ampoule ou faisant un miracle à Cernay.

### Les œuvres de De Létin
C'est donc en 1804, par une décision préfectorale, que les toiles de Jacques De Létin provenant d'autres églises de Troyes, sont attribuées à l'église Saint-Rémy. Ainsi, on peut facilement apprécier toute l'évolution picturale de l'élève de Vouët, son style tout empli de baroque, de somptueux entièrement voué à la gloire de Dieu.
Parmi ses œuvres majeures conservées dans l'édifice, L'Annonciation et L'Assomption de la Vierge (chapelle du Sacré-Cœur), Le Christ à la piscine probatique ou encore Les Bergers dans l'étable de Bethléem (chapelle de Saint-Frobert) sont les plus impressionnantes et les plus représentatives du peintre.

## Les vitraux
L'église ne conserve que quelques fragments de vitraux du XVIe siècle, toute sa verrerie a été créée et posée entre 1859 et 1904, par quatre ateliers, donnant à Saint-Rémy une forme de conservatoire du vitrail de la seconde partie du XIXe siècle et renforçant ainsi le statut de ville sainte du vitrail attribué à Troyes.

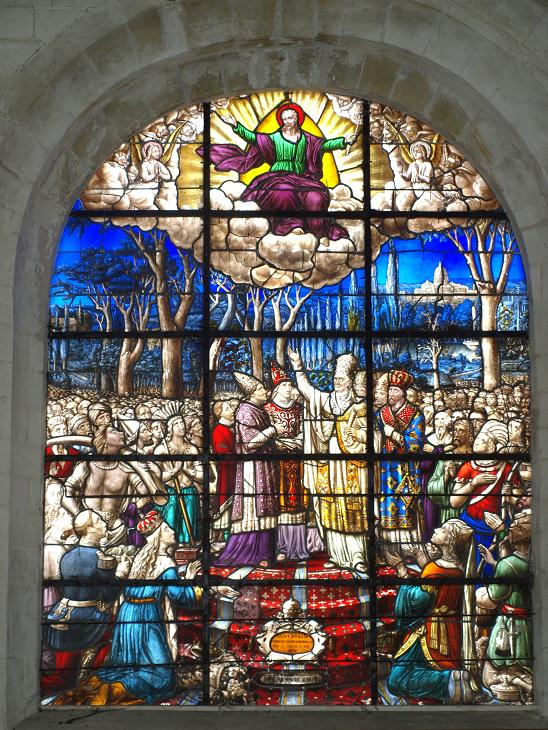
VItrail.

### Vincent-Larcher
Entre 1854 et 1861, Vincent-Larcher livre les vitraux de la chapelle absidiale où il illustre dans le style du XVe siècle, la vie de la Vierge (présentation de Jésus au Temple, fuite en Égypte, les noces de Cana, Cénacle, la mort de Marie, …) entourant le vitrail central représentant la vie de saint Rémi et notamment le baptême de Clovis.
Mais son œuvre la plus intéressante et sans doute l'un des plus beaux vitraux de l'église se trouve dans la chapelle de Saint-Joseph : "Pie IX proclamant le 8 décembre 1870, en présence d'une foule immense composée d'hommes de toutes les nations et de toutes les classes de la société, saint Joseph patron de l'Église Universelle".

### Champigneulle
Le maître verrier parisien Charles-François Champigneulle n'a livré qu'une seule verrière à Saint-Rémy, celle du transept sud, mais la plus grande et la plus impressionnante de l'édifice: le Jugement dernier. Le vitrail est composé de trois parties : au bas l'enfer, au centre le purgatoire et au-dessus de tout le Ciel, où le Souverain Juge, entouré de la Sainte Vierge, de saint Jean-Baptiste, d'Abraham et de Moïse appelle les élus.
(« À la fin du monde, Jésus Christ viendra dans sa gloire pour juger tous les hommes. Les morts ressusciteront et comparaîtront devant lui pour être jugés suivant leurs bonnes ou mauvaises œuvres. Les justes jouiront du bonheur éternel, les pécheurs souffriront éternellement dans l'enfer. »)

### Didron
À l'image de Vincent-Larcher, Édouard-Amédée Didron illustre de deux manières son savoir-faire: en créant dans un style archaïsant, s'inspirant des vitraux du XIIe siècle, comme ceux des bas-côtés, ou d'un XVIe siècle revisité, comme ceux du chœur. Mais aussi plus contemporain, traitant ses œuvres plus comme des tableaux vivants que comme de simples verrières, mêlant des costumes, des architectures ou des faits de plusieurs époques ("La Sainte Vierge au Rosaire" et "Notre-Dame des Victoires").

### Florence et ses associés
L'atelier de Florence, avec ses associés Lobin et Heinrich (cités en plus de Florence dans certaines œuvres) furent les plus prolifiques à la création de vitraux à Saint-Rémy: toute la nef, c'est-à-dire dix huit vitraux représentant les grands saints de la Chrétienté, le vitrail du Sacré-Cœur au transept sud ainsi que les vitraux des deux chapelles-déambulatoires et un vitrail contemporain dans le bas-côté nord. Ils traitèrent de manière différente leurs deux grands ensembles (la nef et les chapelles-déambulatoires): les vitraux de la nef, aux visages quasi photographique, sont décorés de riches étoffes, aux couleurs vives et de détails minutieux. Quant aux vitraux des deux chapelles, traités en cartouches à la manière archaïque, afin de mieux raconter l'Histoire Sainte, nous font voyager tantôt en Terre Sainte, parfois à Rome et souvent dans un Moyen Âge "renaissancisé" et inspiré par le XIXe siècle.

## Saint-Rémy aujourd'hui

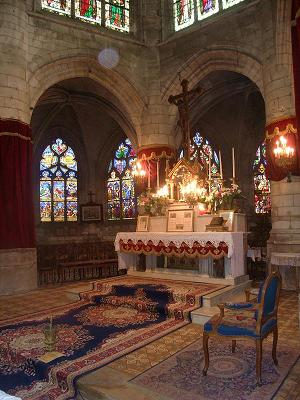

De nos jours, l'église Saint-Rémy fait partie de la paroisse de Saint-Bernard, la paroisse du centre-ville. Chaque dimanche et jours de fêtes, elle accueille à 10h30, la messe chantée en grégorien, selon la forme extraordinaire du rite romain, c'est-à-dire en latin. Cela est notamment possible grâce à l'Institut du Christ Roi Souverain Prêtre, dont le prieur général, l'abbé Gilles Wach, est originaire de Troyes.